# Nidularia pulvinata
Nidularia pulvinata är en svampart som först beskrevs av Ludwig David von Schweinitz, och fick sitt nu gällande namn av Elias Fries 1823. Nidularia pulvinata ingår i släktet Nidularia och familjen Agaricaceae.   Inga underarter finns listade i Catalogue of Life.